# العلاقات السويدية الفنزويلية
العلاقات السويدية الفنزويلية هي العلاقات الثنائية التي تجمع بين السويد وفنزويلا.

## مقارنة بين البلدين
هذه مقارنة عامة ومرجعية للدولتين:
| وجه المقارنة                                              | السويد                                                                               | فنزويلا                                  |
| --------------------------------------------------------- | ------------------------------------------------------------------------------------ | ---------------------------------------- |
| المساحة (كم2)                                             | 450.30 ألف                                                                           | 916.45 ألف                               |
| عدد السكان (نسمة)                                         | 10.16 مليون                                                                          | 28.87 مليون                              |
| الكثافة السكانية (ن./كم²)                                 | 22.56                                                                                | 31.5                                     |
| العاصمة                                                   | ستوكهولم                                                                             | كاراكاس                                  |
| اللغة الرسمية                                             | اللغة السويدية، لغات السامي، اللغة الفنلندية، منكيلي، اللغة الرومنية، اللغة اليديشية | اللغة الإسبانية، لغة الإشارة الفنزويلية ‏ |
| العملة                                                    | كرونة سويدية                                                                         | بوليفار فنزويلي                          |
| الناتج المحلي الإجمالي (بليون دولار)                      | 538.04 مليار                                                                         | 482.36 مليار                             |
| الناتج المحلي الإجمالي (تعادل القوة الشرائية) بليون دولار | 469.01 مليار                                                                         |                                          |
| الناتج المحلي الإجمالي الاسمي للفرد دولار أمريكي          | 50.58 ألف                                                                            |                                          |
| الناتج المحلي الإجمالي للفرد دولار أمريكي                 | 45.30 ألف                                                                            |                                          |
| مؤشر التنمية البشرية                                      | 0.907                                                                                | 0.762                                    |
| رمز المكالمات الدولي                                      | +46                                                                                  | +58                                      |
| رمز الإنترنت                                              | .se                                                                                  | .ve                                      |
| المنطقة الزمنية                                           | توقيت وسط أوروبا، ت ع م+01:00، ت ع م+02:00، أوروبا/ستوكهولم ‏                         | 00                                       |

## منظمات دولية مشتركة
يشترك البلدان في عضوية مجموعة من المنظمات الدولية، منها:
| علم المنظمة | اسم المنظمة                        | تاريخ انضمام السويد | تاريخ انضمام فنزويلا |
| ----------- | ---------------------------------- | ------------------- | -------------------- |
|             | وكالة ضمان الاستثمار متعدد الأطراف | 12 أبريل 1988       | 9 مايو 1994          |
|             | منظمة الشرطة الجنائية الدولية      | ?                   | ?                    |
|             | منظمة حظر الأسلحة الكيميائية       | ?                   | ?                    |
|             | منظمة التجارة العالمية             | 1995                | ?                    |
|             | البنك الدولي للإنشاء والتعمير      | 31 أغسطس 1951       | 30 ديسمبر 1946       |
|             | الأمم المتحدة                      | 19 نوفمبر 1946      | 15 نوفمبر 1945       |
|             | مؤسسة التمويل الدولية              | 20 يوليو 1956       | 28 ديسمبر 1956       |
|             | يونسكو                             | 23 يناير 1950       | 25 نوفمبر 1946       |
|             | الاتحاد البريدي العالمي            | ?                   | ?                    |
|             | المنظمة الهيدروغرافية الدولية      | ?                   | ?                    |
|             | الاتحاد الدولي للاتصالات           | 1866                | 13 أغسطس 1920        |

## وصلات خارجية
- موقع وزارة الخارجية السويدية
- موقع وزارة الخارجية الفنزويلية